# Раск (округ, Вісконсин)
Шаблон:StateAbbr_ 45°29′ пн. ш. 91°08′ зх. д. / 45.48° пн. ш. 91.14° зх. д.
 Раск (англ. Rusk County) — округ (графство) у штаті Вісконсин. Ідентифікатор округу 55107.

## Історія
Округ утворений 1901 року.

## Демографія
За даними перепису 
2000 року 
загальне населення округу становило 15347 осіб, зокрема міського населення було 3968, а сільського — 11379.
Серед них чоловіків — 7614, а жінок — 7733. В окрузі було 6095 домогосподарств, 4158 родин, які мешкали в 7609 будинках.
Середній розмір родини становив 2,97.
Віковий розподіл населення поданий у таблиці:
| Стать    | До 15 років | 15-21 | 22-29 | 30-39 | 40-49 | 50-65 | 65-85 | Понад 85 |
| -------- | ----------- | ----- | ----- | ----- | ----- | ----- | ----- | -------- |
| Чоловіки | 1522        | 849   | 579   | 1004  | 1151  | 1286  | 1082  | 141      |
| Жінки    | 1515        | 709   | 527   | 980   | 1126  | 1267  | 1339  | 270      |

## Суміжні округи
- Соєр — північ
- Прайс — схід
- Тейлор — південний схід
- Чиппева — південь
- Беррон — захід
- Вошберн — північний захід

## Виноски
1. ↑  U.S. Decennial Census. United States Census Bureau. Архів оригіналу за 12 травня 2015. Процитовано 8 серпня 2015.
2. ↑  Historical Census Browser. University of Virginia Library. Архів оригіналу за 11 серпня 2012. Процитовано 8 серпня 2015.
3. ↑  Forstall, Richard L., ред. (27 березня 1995). Population of Counties by Decennial Census: 1900 to 1990. United States Census Bureau. Архів оригіналу за 18 липня 2015. Процитовано 8 серпня 2015.
4. ↑  Census 2000 PHC-T-4. Ranking Tables for Counties: 1990 and 2000 (PDF). United States Census Bureau. 2 квітня 2001. Архів оригіналу (PDF) за 18 грудня 2014. Процитовано 8 серпня 2015.
5. ↑  State & County QuickFacts. United States Census Bureau. Архів оригіналу за 17 липня 2011. Процитовано 23 січня 2014.(англ.) Наведено за англійською вікіпедією.
6. ↑  American FactFinder. Бюро перепису населення США. Архів оригіналу за 26 лютого 2012. Процитовано 31 січня 2008.

| США | Це незавершена стаття з географії США. Ви можете допомогти проєкту, виправивши або дописавши її. |